# Chromebox
Chromebox es una pequeña computadora que ejecuta el sistema operativo ChromeOS de Google. La primera unidad debutó el 29 de mayo de 2012.

## Historia
Al igual que otros dispositivos Chrome OS, incluidas las computadoras portátiles Chromebook, las computadoras Chromebox admiten principalmente aplicaciones web, por lo que dependen en gran medida de una conexión a Internet para la funcionalidad del software y el almacenamiento de datos. La conexión a través de red de área local, puede ser inalámbrica o un puerto Ethernet .
Una máquina se clasifica como una computadora pequeña, generalmente con un interruptor de encendido y un conjunto de conexiones para admitir unteclado, un dispositivo señalador y uno o más monitores . Las unidades de estado sólido (SSD) se usa para almacenamiento y solo admite impresoras inalámbricas. Lanzado el 29 de mayo de 2012, el primer Chromebox de Samsung funcionaba con un procesador Intelq Celeron 867 de doble núcleo a 1,3 GHz y presentaba seis puertos USB 2.0 y dos ranuras DisplayPort ++ compatibles con HDMI, DVI y VGA .
En febrero de 2014, Google presentó el Intel Core i7 Chromebox con una suite de videoconferencia empresarial, un módulo de cámara HD de 1080p, un micrófono/altavoz externo y un control remoto. Chromebox para reuniones se vende al por menor por $ 999 más una tarifa de administración anual de $ 250 que se elimina el primer año, lo que lo hace miles de dólares más barato que otros sistemas de videoconferencia unificados, incluidos los de Cisco y Polycom. El sistema tiene una interfaz similar a Google Hangouts para hasta 15 participantes, una URL dedicada para compartir pantalla y una cuenta de administrador para programar reuniones. El sistema actualizado, anunciado en noviembre de 2017, incluye una cámara 4K y de aprendizaje automático que identifica y encuadra automáticamente a los participantes.
En marzo de 2014, Asus fijó un nuevo precio en el extremo inferior del mercado de Chromebox con un modelo compacto de 1,32 libras que se vendió por $179 e incluía una CPU Celeron y cuatro puertos USB 3.0. El columnista de Yahoo Tech, David Pogue, calificó al dispositivo Asus como una de las "computadoras de escritorio más baratas jamás fabricadas", comparándola con un automóvil inteligente . "No lo usaría para transportar madera a Home Depot, pero es una buena oferta y lo llevará a donde quiera ir la mayor parte del tiempo". En mayo, Asus lanzó un modelo más rápido con un procesador Intel Core i3. Hewlett-Packard en junio, HP presentó un dispositivo Chromebox con un procesador Intel Celeron que incluye un teclado y un mouse opcionales. En agosto, Acer presentó dos modelos que se colocan verticalmente y ofrecen algunas funciones orientadas a los negocios, que incluyen encriptación y borrado rápido de datos locales. En septiembre, Dell ingresó al mercado con una máquina de nivel de entrada y presentó el sistema de videoconferencia de Google.
En agosto de 2015, AOpen lanzó varios dispositivos Chromebox diseñados principalmente para admitir el contenido de señalización digital de la empresa. Estos modelos fueron reforzaron para su funcionamiento in situ.
Google presentó en 2016 y presentó algunas Chromebooks en 2017. La capacidad de ejecutar aplicaciones de Android en dispositivos ChromeOS parecía pasar por alto a Chromebox hasta que en 2018 se introdujeron varios productos nuevos de Chromebox, incluidos los de Acer, Asus, y HP. CTL (Compute Teach Learn), con sede en Oregón y fabricante de Chromebooks desde 2014, lanzó su primer Chromebox en marzo de 2018.
A finales de 2020, los cuatro principales fabricantes de Chromebox (HP, Acer,[cita requerida] Asus, y CTL) anunciaron planes para nuevos modelos de Chromebox basados en la arquitectura Intel Comet Lake de 10.ª generación.

## Modelos
| Available  | Brand           | Model                       | Processor                                                                          | RAM                 | Storage                                                                        | Size                                               | Auto Update Expiration date |
| ---------- | --------------- | --------------------------- | ---------------------------------------------------------------------------------- | ------------------- | ------------------------------------------------------------------------------ | -------------------------------------------------- | --------------------------- |
| 2012-05    | Samsung         | Series 3 XE300M22-A01US     | Celeron B840                                                                       | 4 GB                | 16 GB SSD                                                                      | 1,3 x 7,6 x 7,6 pulgadas (3,3 x 19,3 x 19,3 cm)    | Mar 2018                    |
| 2013-01    | Samsung         | Series 3 XE300M22-A02US     | Intel Core i5-2450M                                                                | 4 GB                | 16 GB SSD                                                                      | 1,3 x 7,6 x 7,6 pulgadas (3,3 x 19,3 x 19,3 cm)    | Mar 2018                    |
| 2013-03    | Samsung         | Series 3 XE300M22-B01US     | Celeron B840                                                                       | 4 GB                | 16 GB SSD                                                                      | 1,57 x 8,1 x 8,1 pulgadas (4 x 20,6 x 20,6 cm)     | Mar 2018                    |
| 2014-02    | Google          | Chromebox for Meetings      | Intel Core i7[¿cuál?]                                                              | 4 GB                | 16GB M.2 SSD                                                                   | 12,4 x 12,4 x 4,2 pulgadas (31,5 x 31,5 x 10,7 cm) | ???                         |
| 2014-03    | Asus            | Chromebox-M004U             | Intel Celeron 2955U                                                                | 2 GB                | 16 GB M.2 SSD                                                                  | 4,88 x 4,88 x 1,65 pulgadas (12,4 x 12,4 x 4,2 cm) | ???                         |
| 2014-05    | Asus            | Chromebox-M075U             | Intel Core i3-4010U                                                                | 2 or 4 GB           | 16 GB M.2 SSD                                                                  | 4,88 x 4,88 x 1,65 pulgadas (12,4 x 12,4 x 4,2 cm) | ???                         |
| 2014-06    | Hewlett-Packard | HP Chromebox CB1            | Intel Celeron 2955U                                                                | 2 GB / 4 GB / 8 GB  | 16 GB (128 GB Or more max) M.2 SSD                                             | 4,96 x 4,88 x 1,53 pulgadas (12,6 x 12,4 x 3,9 cm) | ???                         |
| 2014-06    | Hewlett-Packard | HP Chromebox                | Intel Core i7-4600U                                                                | 4 GB / 8 GB / 16 GB | 16 GB (128 GB Or more max) M.2 SSD                                             | 4,96 x 4,88 x 1,53 pulgadas (12,6 x 12,4 x 3,9 cm) | ???                         |
| 2014-08    | Acer            | Chromebox CXI               | Intel Celeron 2957U                                                                | 2 or 4 GB           | 16 GB                                                                          | 6,5 x 5,1 x 1,3 pulgadas (16,5 x 13,0 x 3,3 cm)    | ???                         |
| 2014-09    | Dell            | Dell Chromebox              | Intel Celeron 2955U                                                                | 2 GB                | 16 GB                                                                          | 4,9 x 4,9 x 1,7 pulgadas (12,4 x 12,4 x 4,3 cm)    | Sep 2019                    |
| 2014-09    | Dell            | Dell Chromebox              | Intel Core i3-4030U                                                                | 4 GB                | 16 GB                                                                          | 4,9 x 4,9 x 1,7 pulgadas (12,4 x 12,4 x 4,3 cm)    | Sep 2019                    |
| 2014-09    | Dell            | Dell Chromebox for Meetings | Intel Core i7-4600U                                                                | 4 GB                | 16 GB                                                                          | 4,9 x 4,9 x 1,7 pulgadas (12,4 x 12,4 x 4,3 cm)    | Aug 2019                    |
| 2014-08    | Asus            | Chromebox CN60              | Intel Celeron 2955U                                                                | 2 GB / 4 GB / 16 GB | 16 GB (128 GB Or more max) M.2 SSD                                             | 1,6 x 4,9 x 4,9 pulgadas (4,1 x 12,4 x 12,4 cm)    | Sep 2019                    |
| 2017-07    | Asus            | Chromebox 2 CN62            | Intel Celeron 3215U                                                                | 2 GB / 4 GB / 16 GB | 16 GB (128 GB Or more max) M.2 SSD                                             | 1 x 4,9 x 4,9 pulgadas (2,5 x 12,4 x 12,4 cm)      | Jun 2021                    |
| 2015-03    | Acer            | Chromebox CXI               | Intel Core i3-4030U (Haswell)                                                      | 4 or 8 GB           | 16 GB                                                                          | 6,5 x 5,1 x 1,3 pulgadas (16,5 x 13,0 x 3,3 cm)    | ???                         |
| 2015-05    | Lenovo          | ThinkCentre Chromebox       | Intel Celeron 3205U                                                                | 4 GB                | 16 GB SSD                                                                      | 7 x 7,2 x 1,4 pulgadas (17,8 x 18,3 x 3,6 cm)      | Jun 2021                    |
| 2015-08    | AOPEN           | Chromebox Commercial        | Intel N2930 (quad core Atom)                                                       | 4 GB                | 32 GB                                                                          | 6,5 x 6,2 x 0,9 pulgadas (16,5 x 15,7 x 2,3 cm)    | Sep 2021                    |
| 2018-04    | Acer            | Acer Chromebox CXI3 4GKM    | Intel Celeron 3865U                                                                | 4 GB                | 32 GB                                                                          | 5,9 x 5,8 x 1,6 pulgadas (15,0 x 14,7 x 4,1 cm)    | Jun 2025                    |
| 2018-04    | Acer            | Acer Chromebox CXI3 I38GKM  | Intel Core i3-7130U                                                                | 8 GB                | 64 GB                                                                          | 5,9 x 5,8 x 1,6 pulgadas (15,0 x 14,7 x 4,1 cm)    | Jun 2025                    |
| 2018-04    | Acer            | Acer Chromebox CXI3 I58GKM  | Intel Core i5-8250U                                                                | 8 GB                | 64 GB                                                                          | 5,9 x 5,8 x 1,6 pulgadas (15,0 x 14,7 x 4,1 cm)    | Jun 2025                    |
| 2018-04    | Acer            | Acer Chromebox CXI3 I716GKM | Intel Core i7-8550U                                                                | 16 GB               | 64 GB                                                                          | 5,9 x 5,8 x 1,6 pulgadas (15,0 x 14,7 x 4,1 cm)    | Jun 2025                    |
| 2018-06    | Asus            | Chromebox 3 N017U           | Intel Celeron 3865U                                                                | 4 GB                | 32 GB                                                                          | 14,9 x 14,9 x 4 centímetros (5,9 x 5,9 x 1,6 plg)  | Jun 2025                    |
| 2018-06    | Asus            | Chromebox 3 N018U           | Intel Core i3-7100U                                                                | 4 GB                | 32 GB                                                                          | 14,9 x 14,9 x 4 centímetros (5,9 x 5,9 x 1,6 plg)  | Jun 2025                    |
| 2018-06    | Asus            | Chromebox 3 N019U           | Intel Core i3-7100U                                                                | 8 GB                | 32 GB                                                                          | 14,9 x 14,9 x 4 centímetros (5,9 x 5,9 x 1,6 plg)  | Jun 2025                    |
| 2018-06    | Asus            | Chromebox 3 N020U           | Intel Core i7-8550U                                                                | 8 GB                | 32 GB                                                                          | 14,9 x 14,9 x 4 centímetros (5,9 x 5,9 x 1,6 plg)  | Jun 2025                    |
| 2018-06    | Asus            | Chromebox 3 N3299U          | Intel Core i3-8130U                                                                | 4 GB                | 32 GB                                                                          | 14,9 x 14,9 x 4 centímetros (5,9 x 5,9 x 1,6 plg)  | Jun 2025                    |
| 2018-06    | Asus            | Chromebox 3 N3289U          | Intel Core i3-8130U                                                                | 8 GB                | 128 GB                                                                         | 14,9 x 14,9 x 4 centímetros (5,9 x 5,9 x 1,6 plg)  | Jun 2025                    |
| 2018-06    | Asus            | Chromebox 3 N5327U          | Intel Core i5-8250U                                                                | 8 GB                | 128 GB                                                                         | 14,9 x 14,9 x 4 centímetros (5,9 x 5,9 x 1,6 plg)  | Jun 2025                    |
| 2018-06    | HP              | HP Chromebox G2 3VD02UT     | Intel Celeron 3865U                                                                | 4 GB                | 32 GB                                                                          | 5,87 x 5,87 x 1,57 pulgadas (14,9 x 14,9 x 4 cm)   | Jun 2025                    |
| 2018-06    | HP              | HP Chromebox G2 3VD03UT     | Intel Core i5-7300U                                                                | 8 GB                | 32 GB                                                                          | 5,87 x 5,87 x 1,57 pulgadas (14,9 x 14,9 x 4 cm)   | Jun 2025                    |
| 2018-06    | HP              | HP Chromebox G2 3VD04UT     | Intel Core i7-8650U                                                                | 8 GB                | 32 GB                                                                          | 5,87 x 5,87 x 1,57 pulgadas (14,9 x 14,9 x 4 cm)   | Jun 2025                    |
| 2018-06    | HP              | HP Chromebox G2 3VD05UT     | Intel Core i7-8650U                                                                | 16 GB               | 64 GB                                                                          | 5,87 x 5,87 x 1,57 pulgadas (14,9 x 14,9 x 4 cm)   | Jun 2025                    |
| 2018-07    | CTL             | CTL Chromebox CBX1          | Intel Celeron 3865U                                                                | 4GB / 8GB / 16GB    | 32GB SSD                                                                       | 5,8 x 5,85 x 1,62 pulgadas (14,7 x 14,9 x 4,1 cm)  | Jun 2025                    |
| 2020-12-05 | Asus            | Asus Chromebox 4            | Intel Celeron 5205U Intel Core i3-10110U Intel Core i5-10210U Intel Core i7-10510U | 4GB / 8GB / 16GB    | 32G eMMC 64G eMMC 128G M.2 SATA SSD 256G M.2 SATA SSD M.2 PCIE GEN3x4 256G SSD | 14,9 x 14,9 x 4 centímetros (5,9 x 5,9 x 1,6 plg)  | Jun 2028                    |